# Stephen Stich

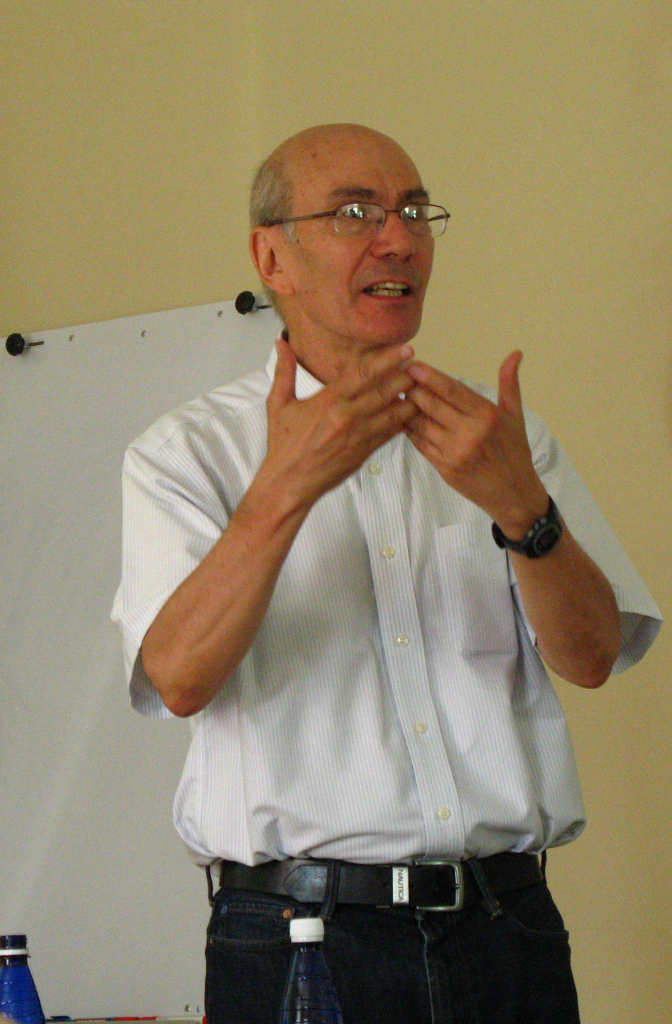
Stephen Stich während der Gottlob Frege Lectures in Theoretical Philosophy, Tartu, Estland (2010)

Stephen Stich (* 9. Mai 1943) ist ein amerikanischer Professor der Philosophie und Kognitionswissenschaftler. Er lehrt gegenwärtig (Stand 2012) an der Rutgers University in New Jersey und hat außerdem eine Ehrenprofessur an der philosophischen Fakultät der University of Sheffield inne. Stichs vielseitige Arbeit, die sich von der Philosophie des Geistes über die Epistemologie bis hin zur Ethik erstreckt, wurde im Jahr 2007 mit dem Jean-Nicod-Preis ausgezeichnet.

## Akademischer Werdegang
Stephen Stich studierte von 1960 bis 1964 an der University of Pennsylvania Philosophie, wo er mit dem B. A. (summa cum laude mit Auszeichnung) abschloss. Nach darauffolgend weiteren vier Jahren an der Princeton University promovierte er im Jahr 1968 ebendort. Es folgten Lehrtätigkeiten an etlichen Hochschulen, so u. a. der City University of New York (CUNY), der University of Michigan, der University of Maryland und der University of California, San Diego.
Seit 1998 forscht und unterrichtet Stich an der Rutgers University Philosophie und Kognitionswissenschaften.
2009 wurde er in die American Academy of Arts and Sciences gewählt.

## Werk
Im Sinne der grundlegenden Fragestellung der Philosophie des Geistes, nämlich jener nach der fundamentalen Natur des menschlichen Bewusstseins, ist Stephen Stich als Materialist einzuordnen. So sorgte etwa sein Buch aus dem Jahr 1983, From Folk Psychology to Cognitive Science: The Case Against Belief, nicht zuletzt deshalb für großes Aufsehen, da seine Argumentationen und Schlüsse hier noch weit über den Materialismus – wie auch den strengeren Physikalismus – hinauszugehen schienen und dementsprechend viel mehr als eine Verfechtung des Eliminativen Materialismus verstanden wurden. Spätestens jedoch seit dem Erscheinen seines Buches Deconstructing the Mind im Jahr 1996 hat Stich seine Position insoweit modifiziert und relativiert, dass er fortan nicht mehr ohne weiteres in der Nähe klassischer Eliminitavisten, wie etwa Paul und Patricia Churchland, oder auch Daniel Dennett, verortet werden kann.
Allerdings steht Stich gerade Dennett weiterhin in vielen Punkten nahe, so z. B. in der kategorischen Ablehnung der Möglichkeit, dass nichtmenschliche Tiere – die anderen Primaten eingeschlossen – Wahrscheinlichkeitsvermutungen unterhalten (sprich: glauben) könnten. Laut Stich ist dies schon deshalb unmöglich, da wir nichtmenschlichen Tieren keine (respektive nur leere) propositionalen Einstellungen zuschreiben können, ohne diese auch mit konkreten (d. h. jeweils geglaubten) und überhaupt beschreibbaren Inhalten zu füllen. Gerade diese Beschreibbarkeit aber scheitert ihm zufolge an der anzunehmenden Abwesenheit einer natürlichen Sprache seitens der nichtmenschlichen Tiere. Eine Skepsis, die er außerdem mit Donald Davidson teilt. Was Stephen Stich hingegen von vielen Philosophen und Philosophinnen des angelsächsischen Raums unterscheidet und sich insbesondere in seinem Buch The Fragmentation of Reason (1990) widerspiegelt, ist eine allgemeine Skepsis gegenüber den traditionellen Instrumenten und Methoden der Analytischen Philosophie, wobei er alternativ einen pragmatischer orientierten epistemischen Relativismus anbietet.
Stephen Stichs jüngere Arbeiten (so in Mindreading, 2003) behandelten u. a. die Theory of Mind, das heißt vor allem die Frage, wie es Menschen überhaupt möglich ist, auf die mentalen Vorgänge und Zustände in anderen Menschen schließen zu können und diese zu interpretieren.

## Veröffentlichungen (Auswahl)
- Grammar, Psychology and Indeterminacy. Journal of Philosophy. LXIX, 22, 1972.
- Empiricism, Innateness and Linguistic Universals. Philosophical Studies. Vol. 33, No. 3, 1978.
- Beliefs and Sub-Doxastic States. Philosophy of Science, Vol. 45, No. 4, 1978.
- Do Animals Have Beliefs? The Australasian Journal of Philosophy. Vol. 57, No. 1, 1979.
- From Folk Psychology to Cognitive Science: The Case Against Belief. MIT Press 1983, ISBN 0-262-69092-6.
- Connectionism, Eliminativism and the Future of Folk Psychology. Philosophical Perspectives. Vol. 4, 1990.
- The Fragmentation of Reason: Preface to a Pragmatic Theory of Cognitive Evaluation. MIT Press 1990, ISBN 0-262-69159-0.
- What Is a Theory of Mental Representation? Mind. Vol. 101, No. 402, 1992.
- Naturalizing Epistemology: Quine, Simon and the Prospects for Pragmatism. in C. Hookway & D. Peterson: Philosophy and Cognitive Science. Royal Institute of Philosophy, Supplement No. 34, 1993,   Artikel online.
- Deconstructing the Mind. Oxford University Press 1996, ISBN 0-19-512666-1. 1. Kapitel online.
- The Flight to Reference, or How Not to Make Progress in the Philosophy of Science. (mit Michael Bishop), Philosophy of Science. Vol. 65, No. 1, Artikel online 1998.
- Theory Theory to the Max. (mit Shaun Nichols), in Mind and Language. Vol. 13, No. 3, Artikel online, 1998.
- Jackson’s Empirical Assumptions. (mit Jonathan Weinberg), Philosophy and Phenomenological Research. Vol. 62, No. 3, Artikel online, 2001.
- Mindreading. (mit Shaun Nichols), Oxford University Press (ISBN 0-19-823610-7), 2003.
- Two Theories about the Cognitive Architecture Underlying Morality. (mit Daniel Kelley), Online Philosophy Conference. 2006.
- Collected Papers, Volume 1: Mind and Language, 1972–2010. Oxford University Press, New York 2011, ISBN 978-0-19-973410-8.
- Collected Papers, Volume 2: Knowledge, Rationality, and Morality, 1978–2010. Oxford University Press, New York 2012, ISBN 978-0-19-973347-7.